# Келани
 Тази статия е за певицата.  За реката вижте Келани (река).  
Келани Ашли Перис (на английски: Kehlani Ashley Parris), по-добре позната като Келани, е американска певица, танцьорка и автор на песни, която има договор с Atlantic Records.
Келани е от Оукланд, Калифорния, където добива слава като член на бандата PopLyfe, с която става финалист в американския формат America's Got Talent. Тя издава своя първи микстейп, Cloud 19, през 2014. Албумът е избран за един от 50-те най-добри албума на 2014 г. от списание Complex. Вторият микстейп на Келани, You Should Be Here, дебютира под номер 5 в американската класация за R&B/хип-хоп албуми на списание Билборд и предшества разпродаденото турне, в което певицата се спуска, за да рекламира микстейпа. През 2016 певицата е номинирана за награда Грами в категорията Best Urban Contemporary Album за You Should Be Here. Дебютният албум на Келани, SweetSexySavage, ще бъде издаден на 27 януари 2017.

## Произход и образование
Келани израства в Оукланд, Калифорния. Описва етническата си принадлежност като смес между „чернокожа, белокожа, индианка и испанка“. Отгледана е от леля си, защото баща ѝ умира, когато тя е малка, а майка ѝ постоянно влиза и излиза от затвора. Тя посещава Оукландското училище по изкуства с фокус върху танците.
От ранна възраст Келани мечтае да тренира в Джулиярдската академия, но претърпява контузия на коляното в прогимназията и пренасочва вниманието си върху пеенето. Леля ѝ слуша почти само R&B музика и певицата зачита Лорин Хил, Ерика Баду и Джил Скот като ранните си влияния. Когато е 14-годишна, Келани се присъединява към местна поп банда, PopLyfe.

## Личен живот
През януари 2016 г. бива потвърдено, че певицата е във връзка с NBA играча Кайри Ървинг. През март 2016 г. канадският музикант PartyNextDoor публикува снимка с ръката на Келани, намеквайки, че отново има връзка с нея. Това предизвиква голяма вълна от новини в Twitter и хиляди хора започват да обиждат и заплашват Келани. Кайри пише пост, в който казва, че двамата са се разделили преди тази случка, но това остава незабелязано. Негативното внимание от медиите кара Келани да направи опит за самоубийство. Певицата по-късно отново се появява в социалните мрежи, за да обясни, че не е изневерила на Ървинг.
Келани е куиър, но през 2021 г. разкрива, че е лесбийка.

## Кариера

### 2009 – 13: Начало на кариерата с Poplyfe
Певческата кариера на Келани започва, когато се присъединява и става главен вокал в бандата PopLyfe. По-малко от 2 години след сформирането си започват да изнася шоута Бей Ериа и други градове. През 2011 групата е на прослушване за шестия сезон на America's Got Talent и в крайна сметка завършва на четвърто място на финалите.
Няколко месеца след края на America's Got Talent Келани напуска PopLyfe, заради проблеми с договора си. Тя пренебрегва правенете на музика в продължение на 6 месеца от страх да не бъде съдена от мениджмънта на бандата. През 2012 и 2013 Келани е на практика бездомна, местейки се от къща на къща и често спейки на фотьойли. По време на последната си година от гимназията тя се мести в Лос Анджелис без законен настойник. През същата година Ник Кенън, който е водещ на America's Got Talent по време на участието на PopLyfe, се обажда на Келани, за да я пита дали иска да бъде част от рап група. Отначало тя се съгласява и се мести в Лос Анджелис, но накрая не харесва посоката, в която групата върви и се мести обратно в Оукланд. За да помогне с храна и пари, тя решава да започне да краде от магазини за хранителни стоки за кратко. Месеци по-късно Келани издава първата си соло песен в SoundCloud, озаглавена „ANTISUMMERLOVE“. Кенън ѝ се обажда отново след като чува песента и ѝ урежда апартамент в Ел Ей заедно с време в студиото.

### 2014 – 16: Cloud 19 & You Should Be Here
През 2014 г. времето в студиото се превръща в издаването на първия ѝ микстейп, озаглавен Cloud 19. По-късно Кенън я изпраща в Ню Йорк, за да работи с нови продуценти. Микстейпът се класира под номер 28 в списъка за 50-те най-добри албума на 2014 г. на списание Complex и също така е изброен в списъка на Pitchfork за най-пренебрегнатите микстейпове на 2014. През 2015 Келани подгрява за рапъра Джи-Ийзи на турнето му From the Bay to the Universe. На 28 април 2015 г. тя издава втория си микстейп, наречен You Should Be Here. Билборд го нарича „първия невероятен R&B албум за 2015“, след като дебютира под номер 5 в тяхната класация за R&B/хип-хоп албуми. Проектът включва гост появи от американския рапър Chance the Rapper и американският певец и автор на песни BJ the Chicago Kid. Седмица след издаването тя обявява, че е подписала сделка с Atlantic Records. В подкрепа на микстейпа тя се впуска в своето турне You Should Be Here, разпродавайки всички дати в Северна Америка и няколко дати в Европа. През 2015 певицата получава и няколко индивидуални признания: списание Complex я нарича един от артистите, за които да се оглеждаме през 2015 г., а Ролинг Стоун я обявява за един от 10-те артиста, които трябва да познаваме. Тя е също така номинирана за награда Грами в категорията Best Urban Contemporary Album. Келани прави дует със своя колега Зейн, наречен wRoNg от дебютния му албум Mind of Mine, който излиза на 25 март 2016 г.

### 2016 –: SweetSexySavage
На 26 ноември 2016 г. певицата обявява заглавието на своя дебютен албум, който е озаглавен SweetSexySavage. Албумът е издаден на 27 януари 2017 г.

## Дискография

### Микстейпове
- Cloud 19 (2014)
- You Should Be Here (2015)

### Албуми
- SweetSexySavage (2017)

## Турнета
- You Should Be Here Tour (2015)
- SweetSexySavage World Tour (2017)

## Награди и номинации
| Година | Име        | Награда                       | Номинация            | Резултат  |
| ------ | ---------- | ----------------------------- | -------------------- | --------- |
| 2016   | Грами      | Best Urban Contemporary Album | „You Should Be Here“ | номинация |
| 2016   | BET Awards | Best New Artist               | Келани               | номинация |